# Love and Lies
Love and Lies (яп. 恋と嘘 Кой то усо, «Любовь и ложь») — японская манга, написанная Мусао Цумуги. Публиковалась издательством Manga Box с сентября 2014 года по январь 2022-го. По мотивам манги были сняты аниме-сериал и игровой полнометражный фильм.

## Сюжет
В будущем для поднятия рождаемости в Японии был введен «закон Юкари». Согласно этому закону правительство анализирует ДНК детей и подбирает им идеальных партнеров. О том, кто именно выбран им в роли партнера, подростки узнают в шестнадцать лет. Главный персонаж Нэдзима влюблен в свою одноклассницу Такасаки и решает признаться ей в любви прежде, чем правительство навяжет ему партнёра, подобранного на основе ДНК. Как выясняется, чувства Нэдзимы взаимны, но по мнению правительства он должен жениться на абсолютно незнакомой ему девушке Ририне. Сама Ририна не сильно заинтересована в отношениях с незнакомым человеком, но восхищена чувствами между Нэдзимой и Такасаки. Поэтому она помогает им сблизиться друг с другом. Что же случится с людьми, если любовь в этом мире официально запрещена?

## Персонажи
Юкари Нэдзима (яп. 根島 由佳吏 Нэдзима Юкари) — главный герой. С начальной школы влюблён в Такасаки, но до своего шестнадцатилетия хранил свои чувства в секрете и лишь в начале сюжета решился признаться Такасаки в любви. Хотя Мисаки и не собирается развивать отношения с Нэдзимой, сам Нэдзима всё ещё не теряет надежды.
Мисаки Такасаки (яп. 高崎 美咲 Такасаки Мисаки) — одноклассница Нэдзимы, влюблённая в него с начальной школы и, как и он, скрывавшая свои чувства. Несмотря на свои чувства к Нэдзиме, Такасаки предпочитает не идти против решения правительства и оставить свою любовь лишь приятным воспоминанием о прошлом.
Ририна Санада (яп. 真田 莉々奈 Санада Ририна) — невеста, подобранная для Юкари правительством. В школе имеет прекрасные оценки, но часто пропускала занятия по болезни и в итоге так и не смогла завести друзей. Кроме того, Ририна не любит одноклассниц за привычку обсуждать людей за их спинами, а те в свою очередь относятся к девушке как к задаваке. Чувства Нэдзимы и Такасаки вызывают у Ририны восхищение, поэтому она помогает им сблизиться друг с другом.
Юсукэ Нисака (яп. 仁坂 悠介 Нисака Ю:сукэ) — лучший друг Юкари, окружённый тайной. Очень популярен среди девушек, ведёт себя отстранённо, но постоянно помогает Нэдзиме и даёт полезные советы. Тот в свою очередь подозревает, что Нисака нравится Такасаки. На самом деле Нисаке нравится Нэдзима.

## Медиа-издания

### Манга
По состоянию на февраль 2016 года 5 томов были выпущены издательством Kodansha. Французская версия была лицензирована издательством Pika Shonen, первый том выпущен 2 ноября 2016 года. Английская версия была лицензирована издательством Kodansha Comics USA и первый том выпущен 22 августа 2017 года.

#### Список томов
| № | Дата публикации                                                | ISBN                                                                   |
| - | -------------------------------------------------------------- | ---------------------------------------------------------------------- |
| 1 | 9 января 2015 года                                             | ISBN 978-4-06-395284-1                                                 |
| 2 | 9 июня 2015 года                                               | ISBN 978-4-06-395416-6                                                 |
| 3 | 9 ноября 2015 года                                             | ISBN 978-4-06-395546-0                                                 |
| 4 | 9 мая 2016 года                                                | ISBN 978-4-06-395664-1                                                 |
| 5 | 9 ноября 2016 года 9 ноября 2016 года (лимитированное издание) | ISBN 978-4-06-395792-1 ISBN 978-4-06-362346-8 (лимитированное издание) |

### Аниме
Адаптация аниме студии Liden Films выходила в эфир с июля по сентябрь 2017 года. Режиссёром аниме стал Сэйки Такуно.

### Фильм
Снятый по манге фильм вышел в японский прокат 14 октября 2017 года, но его сюжет, используя закон Юкари из манги, отличается от её сюжета тем, что сведён к любовному треугольнику между девушкой и парнем, которых назначили партнёрами друг друга, и другим парнем, которые являются другими персонажами. Режиссёром фильма стал Такэси Фурусава, а сценаристкой — Эрика Ёсида.
В ролях:
- Аой Морикава — Аой Нисака
- Такуми Китамура — Юто Сиба, друг детства Аой
- Канта Сато — Сосукэ Такатиро, назначенный партнёр Аой